# Oroxindine
L'oroxindine  est un composé de la famille des flavones. C'est plus précisément un wogonoside, c'est-à-dire un hétéroside de la wogonine et en l'occurrence un glucuronide de la wogonine isolé à partir de l'Oroxylum indicum (Bignoniaceae),  la Bacopa monnieri (Plantaginaceae) et la Holmskioldia sanguinea.